# Messier 6
Messier 6 (auch als NGC 6405 bezeichnet) ist ein 4,2 mag heller offener Sternhaufen im Ostteil des Sternbildes Skorpion, nördlich von Lesath. Der Sternhaufen hat eine scheinbare Ausdehnung von 33' und ist rund 1600 Lichtjahre von der Erde entfernt. Messier 6 war schon in der Antike bekannt und wird manchmal auch als Schmetterlingshaufen bezeichnet. Er ist in Mitteleuropa nur schwer zu beobachten, aber in südlichen Breiten ein auffälliges Objekt.

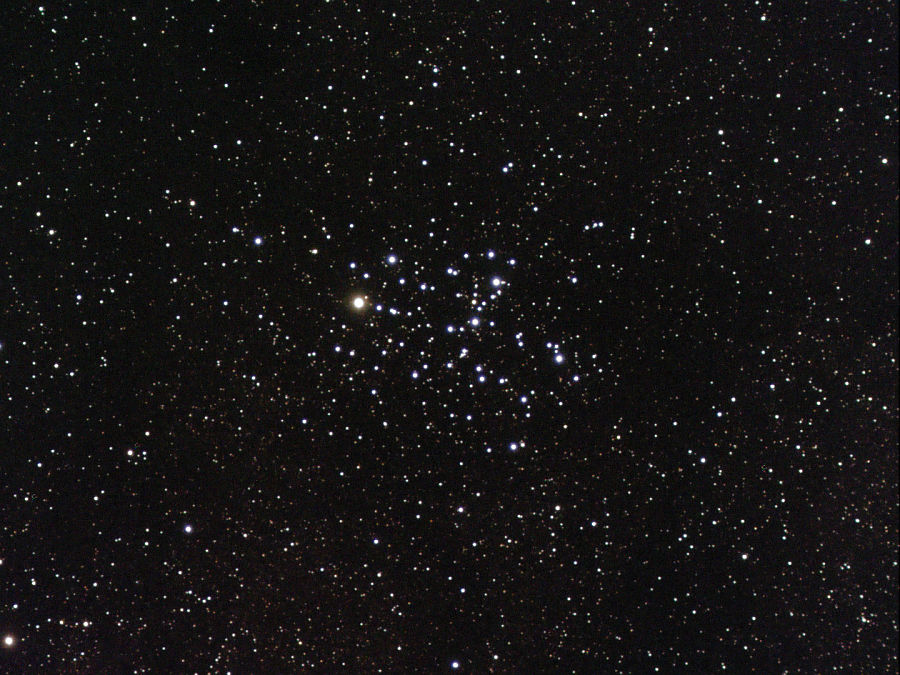
Panoramaaufnahme

## Entdeckung
Der offene Sternhaufen wurde in der Zeit vor 1654 von dem italienischen Astronomen Giovanni Battista Hodierna entdeckt. Es wird vermutet, dass bereits Claudius Ptolemäus Messier 6 bei der Beobachtung von Messier 7 gesehen haben könnte; dies ist jedoch nicht gesichert. Unabhängig davon beobachtete 1745 oder 1746 der Schweizer Jean-Philippe de Chéseaux Messier 6. Bei Nicolas Louis de Lacaille bekam er die Bezeichnung Lac III 12, welcher ihn 1752 am Kap der Guten Hoffnung beobachtete. Charles Messier beobachtete ihn  letztlich am 23. Mai 1764 und vergab dafür die Nummer 6 in seinem Katalog.